# RICOH Image Pointer
RICOH Image Pointerは、株式会社リコーが初のクラウドファンディングを用いたユーザー共創型の製品である。

## 概要
特徴は、プロジェクタであるが手に持つことを前提としているというもので、社内でも賛否両論があった。そのため、市場の声を聞くためにクラウドファンディングを行ったと事業リーダーである和田雄二が述べている。
クラウドファンディングはAll or Nothingで行われたが目標金額1000万円に対し、約3200万円の調達に成功し、開発が決定した。